# Esqui cross-country nos Jogos Paralímpicos de Inverno de 2010 - 15 km feminino
A competição feminina de 15 km livre do esqui cross-country nos Jogos Paraolímpicos de Inverno de 2010 foi disputada no Parque Paraolímpico de Whistler em 15 de março, apenas nas categorias para deficientes visuais e atletas em pé.

## Medalhistas
| Medalha | Atletas em pé          | Deficientes visuais       |
| ------- | ---------------------- | ------------------------- |
| Ouro    | RUS Anna Burmistrova   | GER Verena Bentele        |
| Prata   | UKR Iuliia Batenkova   | RUS Liubov Vasilyeva      |
| Bronze  | POL Katarzyna Rogowiec | BLR Yadviha Skorabahataya |

## Agenda
| Dia         | Horário (UTC-8) | Categoria           |
| ----------- | --------------- | ------------------- |
| 15 de março | 12:25           | Atletas em pé       |
| 15 de março | 12:35           | Deficientes visuais |

## Resultados

### Atletas em pé
| Pos.              | N° | Atleta                        | Tempo   | Diferença |
| ----------------- | -- | ----------------------------- | ------- | --------- |
| Medalha de ouro   | 11 | RUS Anna Burmistrova          | 49:16.3 |           |
| Medalha de prata  | 7  | UKR Iuliia Batenkova          | 49:23.5 | +7.2      |
| Medalha de bronze | 8  | POL Katarzyna Rogowiec        | 51:04.1 | +1:47.8   |
| 4                 | 10 | UKR Oleksandra Kononova       | 51:29.5 | +2:06.0   |
| 5                 | 9  | SUI Chiara Devittori-Valnegri | 52:58.8 | +3:42.5   |
| 6                 | 3  | CAN Jody Barber               | 55:37.0 | +6:20.7   |
| 7                 | 6  | CHN Peng Yuanyuan             | 55:43.3 | +6:27.0   |
| 8                 | 4  | USA Kelly Underkofler         | 58:19.6 | +9:03.3   |
| 9                 | 2  | RUS Alena Gorbunova           | 58:43.7 | +9:27.4   |
| 10                | 1  | SWE Stina Sellin              | 59:01.8 | +9:45.5   |
|                   | 5  | CAN Mary Benson               | DNF     | -         |

### Deficientes visuais
| Pos.              | N° | Atleta                    | Tempo     | Diferença |
| ----------------- | -- | ------------------------- | --------- | --------- |
| Medalha de ouro   | 8  | GER Verena Bentele        | 45:11.1   |           |
| Medalha de prata  | 7  | RUS Liubov Vasilyeva      | 48:34.1   | +3:23.0   |
| Medalha de bronze | 4  | BLR Yadviha Skorabahataya | 49:19.3   | +4:08.2   |
| 4                 | 9  | RUS Tatiana Ilyuchenko    | 50:50.9   | +5:39.8   |
| 5                 | 5  | CAN Robbi Weldon          | 53:36.9   | +8:25.8   |
| 6                 | 3  | FRA Nathalie Morin        | 54:42.1   | +9:31.0   |
| 7                 | 2  | CAN Margarita Gorbounova  | 1:01:59.1 | +16:48.0  |
|                   | 6  | RUS Mikhalina Lysova      | DNF       | -         |
|                   | 1  | CAN Courtney Knight       | DNS       | -         |

## Legenda
| Q   | Classificado (Qualified)       |
| DNS | Não largou (Did not start)     |
| DNF | Não terminou (Did not finish)  |
| DSQ | Desclassificado (Disqualified) |